# Karasín (rozhledna)
Rozhledna Karasín se nachází východně od vesnice Karasín - části města Bystřice nad Pernštejnem, v nadmořské výšce 704 m n. m. na úbočí vrchu Přední skála, kóta 712,3 m n. m., který geomorfologicky náleží Hornosvratecké vrchovině. Leží v oblasti přírodního parku Svratecká hornatina.

## Historie
Rozhledna je součástí sportovně rehabilitačního areálu. S její výstavbou se započalo 15. února 2002, slavnostní otevření bylo 25. května 2002. Autorem projektu je bystřický projektant Petr Štorek. Věž o čtverhranném půdorysu, vystavěná ze štípaných betonových tvárnic, je vysoká 28,2 metru. Ve výšce 25 m se nachází vyhlídková plošina, ke které vede 128 schodů. Rozhledna má i bezbariérový přístup. Za příznivého počasí je otevřen bufet pod rozhlednou. Nedaleko je dětské hřiště.

## Přístup
Na rozhlednu vede z obce Karasín červená turistická značka. Na kole či autem lze dojet přímo k rozhledně, kde je možné zaparkovat. Nejbližší vlaková stanice je Bystřice nad Pernštejnem, asi 7 km od rozhledny. Rozhledna je přístupná celoročně. Vstupné je 20 Kč.

## Výhled
Je možné spatřit rozhledny Babylon, Horní les, Milenka a Babí lom. Ze sídel je viditelná Bystřice nad Pernštejnem, Vítochov s krásným kostelíkem a hrad Zubštejn. Z okolních vrchů pak Sýkoř, Harusův kopec, Buchtův kopec, Devět skal či Javořice, z celků je to Křižanovská pahorkatina, Arnolecké hory, Svratecká hornatina a Žďárské vrchy. Za mimořádně výborné dohlednosti viditelný alpský Schneeberg.